# Notte di cielo
Notte di cielo è un album della Corale Bilacus del 2013.

## Tracce
- Rorate caeli desuper (Canto gregoriano)
- En clara vox - il viaggio di un Inno (Canto gregoriano - Dufay - Tradizionale)
- En camino de Belen (Tradizionale Venezuela - Elaborazione di Flaminio Gervasi)
- Gesù Bambino è nato (Tradizionale canavesana - Archivio Coro Baiolese - Bajo Dora (To))
- È nato in Betlemme (Tradizionale Limonta (Lc) - Archivio Corale Bilacus)
- Natu natu Nazarè (Tradizionale marchigiana - Elaborazione di Flaminio Gervasi))
- Notte de chelu (Tradizionale Sardegna - Elaborazione di Isidoro Taccagni)
- Li tri Re (Tradizionale Palermo - Elaborazione di Luigi Pigarelli - testo originale in dialetto palermitano)
- Pastrè de la campanho (Tradizionale occitana - Val d'Ossola - Elaborazione di Isidoro Taccagni)
- Quanno nascette Ninno (Sant'Alfonso Maria de Liguori - Elaborazione di Flaminio Gervasi)
- Lusive la lune (Tradizionale Friuli - Elaborazione di Isidoro Taccagni)
- Siam venuti in questa casa (Tradizionale Istria - Elaborazione di Flaminio Gervasi)
- La notti di Natali (Tradizionale Lucania - Elaborazione di Isidoro Taccagni)
- El Tamborilero (Tradizionale boema - traduzione spagnola - Elaborazione di Isidoro Taccagni)
- Piccola canta di Natale (Testo di Carlo Geminiani. Musica di Bepi de Marzi)
- I Pastori (Testo e musica di Bepi de Marzi)
- El noi de la mare (Tradizionale catalana - Elaborazione di Isidoro Taccagni)
- Go tell it to the mountain (Spiritual song - Elaborazione di Flaminio Gervasi)
- Happy Xmas - War is Over (John Lennon - Yoko Ono - Elaborazione di Isidoro Taccagni)
- Pive (Rapsodia di pive tradizionali - Oggiono (LC) - Elaborazione di Isidoro Taccagni )